# Gaskó Noémi
Gaskó Noémi (Nagykároly, 1984. július 29.) erdélyi magyar informatikus, egyetemi oktató.

## Életpályája
Elvégezte a kolozsvári Babeș–Bolyai Tudományegyetem matematika és informatika karán a matematika-informatika szakot. Ugyanott doktorált 2011-ben a Computational Intelligence Models in Solving Games című dolgozatával. Egyetemi docens.

## Munkássága
Kutatási területe a mesterséges intelligencia, azon belül a nemkooperatív játékok.

### Könyvei
- Gaskó Noémi, Kása Zoltán: Gráfalgoritmusok, Ed. Presa Universitară Clujeană/Kolozsvári Egyetemi Kiadó, 2015. pp. 203. ISBN 978-973-595-735-3

### Szakcikkei (válogatás)
- D. Dumitrescu, Rodica Ioana Lung, Noémi Gaskó, Tudor Dan Mihoc: Evolutionary detection of Aumann equilibrium, Genetic And Evolutionary Computation Conference (GECCO 2010), Proceedings of the 12th annual conference on Genetic and Evolutionary Computation, ACM New York, NY, USA, ISBN 978-1-4503-0072-8, pp. 827–828, 2010.
- D. Dumitrescu, Rodica Ioana Lung, Noémi Gaskó, Réka Nagy: Job Scheduling and Bin Packing from a Game Theoretical Perspective. An Evolutionary Approach, 12th International Symposium on Symbolic and Numeric Algorithms for Scientific Computing (SYNASC 2010), ISBN 978-1-4244-9816-1, pp. 209–214, 2010.
- Z. Istenes, D. Dumitrescu, Noémi Gaskó: Robotics in a Game Theoretical Approach, 8th Joint Conference on Mathematics and Computer Science, ISBN 978-80-8122-003-6, pp. 227–234, 2010.
- D. Dumitrescu, Rodica Ioana Lung, Noémi Gaskó: An Evolutionary Approach for Detecting Aumann Equilibirum in Congestion Games, 11th IEEE International Symposium on Computational Intelligence and Informatics, ISBN 978-1-4244-9279-4, pp. 43–46, 2010.
- Noémi Gaskó, Rodica Ioana Lung, D. Dumitrescu: Detecting Different Joint Equilibria with an Evolutionary Approach, 9th IEEE International Symposium on AppliedMachine Intelligence and Informatics, ISBN 978-1-4244-7429-5, pp. 343–347, 2011.
- Noémi Gaskó, D. Dumitrescu, Rodica Ioana Lung: Modified Strong and Coalition Proof Nash Equilibria. An Evolutionary Approach, Studia Universitatis Babeș-Bolyai, Series Informatica, 56, pp. 3–10, 2011.
- D. Dumitrescu, Rodica Iaona Lung, Noémi Gaskó: Detecting Strong Berge Pareto Equilibrium in a Non-Cooperative Game Using an Evolutionary Approach, 6th IEEE International Symposium on Applied Computational Intelligence and Informatics (SACI 2011), ISBN 978-1-4244-9108-7, pp. 101–104, 2011.
- D. Dumitrescu, Rodica Ioana Lung, Noémi Gaskó: An Evolutionary Approach of detecting some refinements of the Nash equilibrium, Studia Universitatis Babeș-Bolyai, Series Informatica, pp. 113–118, 2011.
- Tudor Dan Mihoc, Rodica Ioana Lung, Noémi Gaskó, D. Dumitrescu: Nondomination in Large Games: Berge-Zhukovskii Equilibrium, Studia Universitatis Babeș-Bolyai, Series Informatica, pp. 101–106, 2011.